# Cantons del Sarthe
Els Cantons del Sarthe (País del Loira) són 40 i s'agrupen en tres districtes:
- Districte de La Flèche (12 cantons - sotsprefectura: La Flèche) :
cantó de Brûlon - cantó de La Chartre-sur-le-Loir - cantó de Château-du-Loir - cantó de La Flèche - cantó de Le Grand-Lucé - cantó de Le Lude - cantó de Loué - cantó de Malicorne-sur-Sarthe - cantó de Mayet - cantó de Pontvallain - cantó de Sablé-sur-Sarthe - cantó de La Suze-sur-Sarthe
- Districte de Mamers (16 cantons - sotsprefectura: Mamers) :
cantó de Beaumont-sur-Sarthe - cantó de Bonnétable - cantó de Bouloire - cantó de Conlie - cantó de La Ferté-Bernard - cantó de Fresnay-sur-Sarthe - cantó de La Fresnaye-sur-Chédouet - cantó de Mamers - cantó de Marolles-les-Braults - cantó de Montfort-le-Gesnois - cantó de Montmirail (Sarthe) - cantó de Saint-Calais - cantó de Saint-Paterne - cantó de Sillé-le-Guillaume - cantó de Tuffé - cantó de Vibraye
- Districte de Le Mans (12 cantons - prefectura: Le Mans) :
cantó d'Allonnes (Sarthe) - cantó de Ballon - cantó d'Écommoy - cantó de Le Mans-Centre - cantó de Le Mans-Est-Campagne - cantó de Le Mans-Nord-Campagne - cantó de Le Mans-Nord-Oest - cantó de Le Mans-Nord-Ville - cantó de Le Mans-Oest - cantó de Le Mans-Sud-Est - cantó de Le Mans-Sud-Oest - cantó de Le Mans-Ville-Est